# General der Motorisierung
Der General der Motorisierung war die Bezeichnung von zwei Dienststellungen der Wehrmacht und bestanden von September 1942 bis Kriegsende.

## Geschichte der Dienststellen
Am 10. September 1942 wurde die Bildung der Dienststelle als General der Motorisierung im OKW und der Dienststelle als General der Motorisierung im OKH befohlen.

### Chefs des Wehrmachtkraftfahrwesens
Am 16. Februar 1943 erging der Befehl zur Einrichtung der Stelle eines Chefs des Wehrmachtkraftfahrwesens (Ch WKW) im OKW aus der Dienststelle als General der Motorisierung im OKW. Dieser unterstand direkt dem Chef des OKW (Wilhelm Keitel) und vereinte die Verantwortlichkeiten bzgl. Kraftfahrzeugangelegenheiten der Wehrmacht. Für diese Dienststelle wurde zwei Außenstellen Zentralkraft Ost und Zentralkraft West eingerichtet.  Ab 1944 war der Chef des Wehrmachtkraftfahrwesens auch als Bevollmächtigter für das Kraftfahrzeugwesen (BdK, inkl. Luftwaffe und Marine) und Bevollmächtigter des Führers für Kraftfahrzeugeinsatz und -erfassung (BdF) eingesetzt.
Die Dienststelle war eng mit der Dienststelle des Generalinspekteur für das Kraftfahrwesen (Gen Insp Kfw) im OKW verknüpft, welche direkt Hitler unterstellt war.

### General der Motorisierung, später General der Kraftfahrwesens im OKH
Im OKH war die Dienststelle der Funktion nach als Waffeninspektion eingestuft. Die Dienststelle kontrollierte die Abteilung Kraftfahrwesen und Heeresmotorisierung (In 12), später Kraftfahrparktruppen, des Allgemeinen Heeresamtes. Der Dienststelle wurde Ende 1942 ein Höherer Offizier der Kraftfahrparktruppen in der Stellung eines Infanterie-Kommandeurs zugeordnet, welcher ab März 1944 in Personalunion Abteilungsleiter von In 12 war und kurz vor Kriegsende Inspekteur der Kraftfahrparktruppen wurde.
Im gleichen Jahr wurde dem General der Motorisierung der neu eingerichtete Chef des Instandsetzungswesens (ChefInst), welche aus Teilen der In 12 gebildet wurde, zugeteilt.
1944 wurde der General der Motorisierung in den General der Kraftfahrwesens (GendKfw) umbenannt, vormals kurzzeitig als Chef des Heereskraftfahrtwesens bezeichnet.
Gliederung im November 1942:
- Chef der Abteilung
- Registratur
- Gruppe Ib Kriegsstärkenachweisungen aller motorisierten Einheiten (außer gepanzerten Fahrzeugen)
- Gruppe III Kraftfahrzeug–Bedarfsermittlung, Anforderung und Verteilung an die drei Wehrmachtteile und die Waffen–SS
- Gruppe V Technische Auswertung der Erfahrungsberichte, Erprobungen, Versuche Technische Ausstattung von beweglichen Werkstatteinrichtungen
- Gruppe VI Betriebsstoffe, Bereifung, Reichsleistungsgesetz, Organisation, Mobilmachungs- und Demobilmachungsarbeiten
- Gruppe VII Kraftfahrzeug–Verwaltung, Benutzungsbestimmungen, Kennzeichnung, Aussonderung, Sammelstelle für Wehrmacht-Kfz-Papiere
- Gruppe VIII Unfälle, Gesetze, Haftpflicht, Versicherung, Brandschäden

### Leitung der Dienststellen
Beide Dienststellen wurden in Personalunion geführt.

### General der Kraftfahrparktruppen Ost
Der General der Kraftfahrparktruppen Ost war bis Oktober 1943 dem General der Motorisierung unterstellt. Anschließend war er als General der Kraftfahrparktruppen des Feldheeres direkt beim Generalquartiermeister der Oberkommandos des Heeres angesiedelt.

## Chef des Wehrmachtkraftfahrwesens
- General der Panzertruppe Friedrich Kuhn: von der Aufstellung bis Februar 1944 (†)
- Generalleutnant Richard Koll: Februar 1944 bis Kriegsende

## Bekannte Personen der Dienststellen
- Oberleutnant/Hauptmann Joachim Tiburtius: von 1942 bis Kriegsende als Sachverständiger in der Dienststelle
- Generalmajor/Generalleutnant Maximilian Raitz von Frentz: von Ende 1942 bis Anfang 1944 Leiter der Außenstelle West des Chefs des Wehrmachtskraftfahrwesens
- Oberst Gerhard Müller: April 1943 beim General der Motorisierung dann im Mai 1943 Chef der Kraftfahrwesen (In 12)
- Oberst/Generalmajor Peter-Paul Petersen: ab November 1941 bis zu seinem Tod Ende April 1945 in unterschiedlichen Positionen, u. a. Höherer Offizier der Kraftfahrparktruppen, beim General der Motorisierung im Generalstab des Heeres